# حياة تشاك (فلم)
حياة تشاك (يالإنجليزية: The Life of Chuck) هو فيلم دراما وخيال علمي أمريكي صدر في عام 2024 من تأليف وإخراج مايك فلاناغان. يعتمد الفيلم على رواية قصيرة تحمل نفس الاسم من تأليف ستيفن كينغ، صدرت عام 2020. الفيلم من بطولة توم هيدلستون، شيواتال إيجيوفور، كارين جيلان، جيكوب تريمبلاي، ومارك هاميل.
عُرض فيلم "حياة تشاك" لأول مرة في مهرجان تورنتو السينمائي الدولي في 6 سبتمبر 2024، حيث فاز بجائزة اختيار الجمهور، وصدر في دور عرض مختارة بالولايات المتحدة بواسطة "نيون" في 6 يونيو 2025، على أن يوسع نطاقه على الصعيد الوطني في 13 يونيو.

## طاقم التمثيل
- توم هيدليستون بدور تشارلز "تشاك" كرانتز.
- جيكوب تريمبلاي بدور تشاك المراهق.
- بنجامين باجاك بدور تشاك الشاب.
- كودي فلاناغان بدور تشاك الشاب.
- شيواتال إيجيوفور بدور مارتي أندرسون.
- كارين جيلان بدور فيليسيا جوردون.
- مارك هاميل بدور ألبي كرانتز.
- أناليز باسو بدور جانيس هاليداي.
- ميا سارة بدور سارة كرانتز.
- ماثيو ليلارد بدور غاس ويلفونغ.
- كارل لامبلي بدور سام ياربورو.
- سامانثا سلويان بدور الآنسة روهرباكر.
- هارفي غيلين
- كيت سيجيل بدور الآنسة ريتشاردز.
- نيك أوفرمان بدور الراوي.
- كوريانكا كيلشر بدور جيني كرانتز.
- ديفيد داستمالشيان بدور الأب الحزين.
- راهول كوهلي بدور بري.
- هيذر لانجينكامب بدور فيرا.
- مايكل تروكو
- مولي سي. كوين بدور والدة تشاك.
- أنطونيو رول كوربو بدور برايان كرانتز.
- ترينيتي بليس بدور كات ماكوي.
- فيوليت ماكجرو بدور ليلي.
- تايلور جوردون بدور عازف طبول الشوارع.
- هاميش لينكليتر بدور مراسل أمريكي.
- لورين لافيرا بدور مراسلة إيطالية.
- كارلا جوجينو بدور التعليق الصوتي التلفزيوني.
- مات بيدل
- سوريان سابكوتا
- سعيدة أريكا إيكولونا
- سكوت وامبلر

## الإنتاج
في يوليو 2020، حصلت شركة الإنتاج التابعة لـ دارين أرونوفسكي "بروتوزوا بيكتشرز"، على حقوق إنتاج الرواية القصيرة "حياة تشاك" من تأليف ستيفن كينغ.ومع ذلك، في مايو 2023، أُعلن أن المخرج مايك فلاناغان سيتولى اقتباس القصة، مع قيام توم هيدلستون ومارك هاميل ببطولتها. كان فلاناغان قد أخرج سابقًا أفلامًا مقتبسة من أعمال كينغ، بما في ذلك "لعبة جيرالد" (2017) و"دكتور سليب" (2019)؛ وقد قيل إن الفيلم يتماشى في نبرته مع أفلام الدراما المقتبسة من أعمال كينغ مثل: "قف بجانبي" (1986)، "الخلاص من شاوشانك" (1994)، و"الميل الأخضر" (1999).
بدأ التصوير في ولاية ألاباما في أكتوبر 2023، أثناء إضراب نقابة ممثلي الشاشة لعام 2023. أفاد موقع ديدلاين هوليوود أن شيواتال إيجيوفور، كارين جيلان، وجيكوب تريمبلاي قد انضموا إلى طاقم التمثيل، ثم أعلن فلاناغان عن الطاقم الكامل للفيلم عبر حساباته على وسائل التواصل الاجتماعي بعد أيام قليلة. واكتمل التصوير في 16 نوفمبر 2023.
في ديسمبر 2023، كُشف عن أن فلاناغان سيعمل أيضًا كمُحرّر للفيلم، كما فعل في أعماله السابقة.وفي أبريل 2024، أُعلن أن الأخوين نيوتن، اللذَين يتعاونان باستمرار مع فلاناغان، سيتوليان تأليف الموسيقى التصويرية للفيلم.

## الإصدار
عُرض الفيلم لأول مرة في مهرجان تورنتو السينمائي الدولي في 6 سبتمبر 2024. في 26 سبتمبر، أُعلن أن شركة نيون قد حصلت على حقوق التوزيع في أمريكا الشمالية لإصدار مسرحي في صيف عام 2025. ومن المقرر أن يصدر الفيلم في دور عرض مختارة في الولايات المتحدة في 6 يونيو 2025، قبل أن يُوسّع على مستوى البلاد في 13 يونيو.

## الاستقبال

### الاستجابة النقدية
على موقع تجميع المراجعات روتن توميتوز، حصل الفيلم على نسبة 81% من المراجعات الإيجابية من أصل 126 مراجعة نقدية. وجاء في إجماع نقاد الموقع:
"يعرض جانبًا أكثر عذوبة من السجل العاطفي العميق للمخرج مايك فلاناغان، حياة تشاك هو اقتباس مفعم بالحيوية وغالبًا ما يكون رائعًا لإحدى أكثر حكايات ستيفن كينغ تفاؤلًا على المستوى الكوني."
أما على موقع ميتاكريتيك، الذي يستخدم متوسطًا مرجّحًا، فقد حصل الفيلم على درجة 67 من أصل 100 بناءً على 15 مراجعة نقدية، مما يشير إلى تقييم "إيجابي عمومًا".

### الجوائز
في مهرجان تورنتو السينمائي الدولي لعام 2024، فاز الفيلم بجائزة اختيار الجمهور ، والتي غالبًا ما تُعتبر مقدمة للنجاح والترشيحات في جوائز الأوسكار.